# Scăieni, Florești
Scăieni este un sat din cadrul comunei Izvoare din raionul Florești Republica Moldova.

## Istoria localității
Satul Scăieni a fost menționat documentar în anul 1679.

## Geografie
Scăieni este un sat din cadrul comunei Izvoare, raionul Florești. Satul are o suprafață de circa 0.24 kilometri pătrați, cu un perimetru de 2.35 km. Distanța directă până în or. Florești este de 21 km. Distanța directă până în or. Chișinău este de 124 km.

## Populație
Conform datelor recensământului din anul 2004, populația satului constituia 502  oameni, dintre care 45.42% - bărbați și 54.58% - femei. Structura etnică a populației în cadrul satului: 99.60% - moldoveni/români, 0.20% - ucraineni, 0.20% - găgăuzi.